# Altmannsches Schlösschen

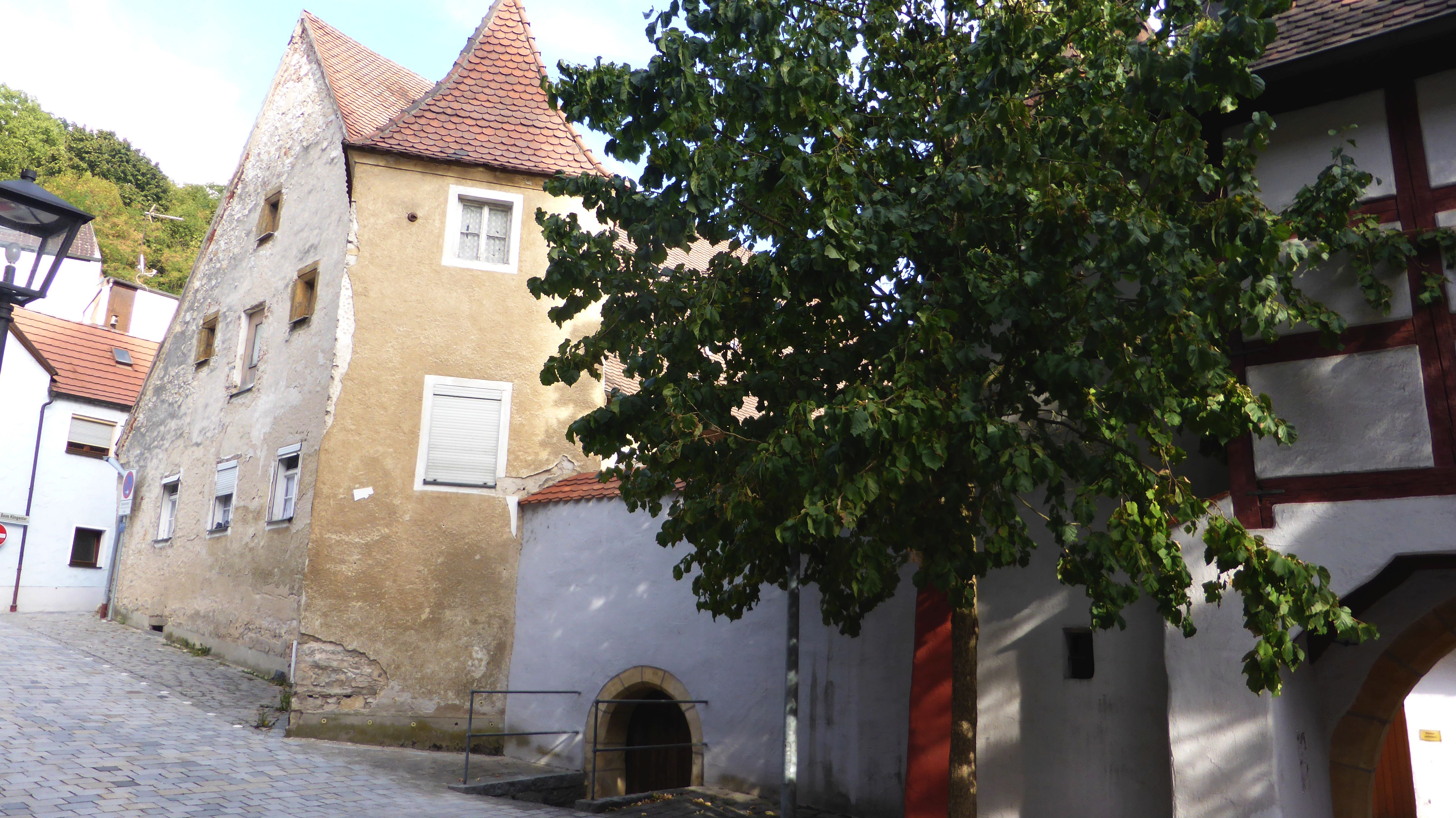
Almenhof (2015)

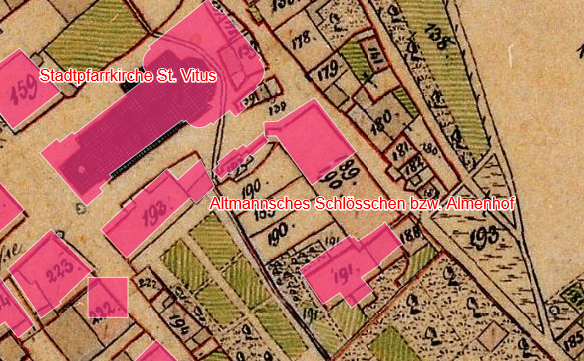
Lageplan von Altmannsches Schlösschen auf dem Urkataster von Bayern

Das Altmannsches Schlösschen, auch Almenhof genannt, befindet sich in unmittelbarer Nähe zur Stadtpfarrkirche St, Vitus der oberpfälzischen Stadt Burglengenfeld im Landkreis Schwandorf. Die Anlage ist unter der Aktennummer D-3-76-119-12 als denkmalgeschütztes Baudenkmal von Burglengenfeld verzeichnet.

## Geschichte
Der Almenhof war einer der vier Urhöfe von Burglengfeld und befindet sich im ältesten Siedlungsbereich der Stadt. Hier bestand eine Vierseitanlage mit einem Torhaus, die als Almenhof bereits 817 genannt wird. Da das Gut 1578 von Matthes Altmann von Vilswörth 1578 angekauft wurde, hat sich die Bezeichnung Altmannsches Schlösschen eingebürgert. 1604 wurde Kaspar Altmann, Sohn des Matthias, der Besitzer. Im 17. und 18. Jahrhundert wurde der Almenhof zu einem Hofmarksgut ausgebaut.
Von 1794 bis 1808 wurde hier eine kurfürstliche Flintsteinmanufaktur eingerichtet; die Feuersteinvorkommen der Umgebung dienten zur Herstellung von Zündsteinen für die Steinschlossgewehre. Im nördlichen Teil wurde der Gasthof „Zur weißen Rose“ untergebracht. Heute werden die Gebäude überwiegend zu Wohnzwecken genutzt. Der Faschingsverein „Burgritter“ hat von der Stadtverwaltung das Nutzungsrecht für das Torgebäude bekommen.

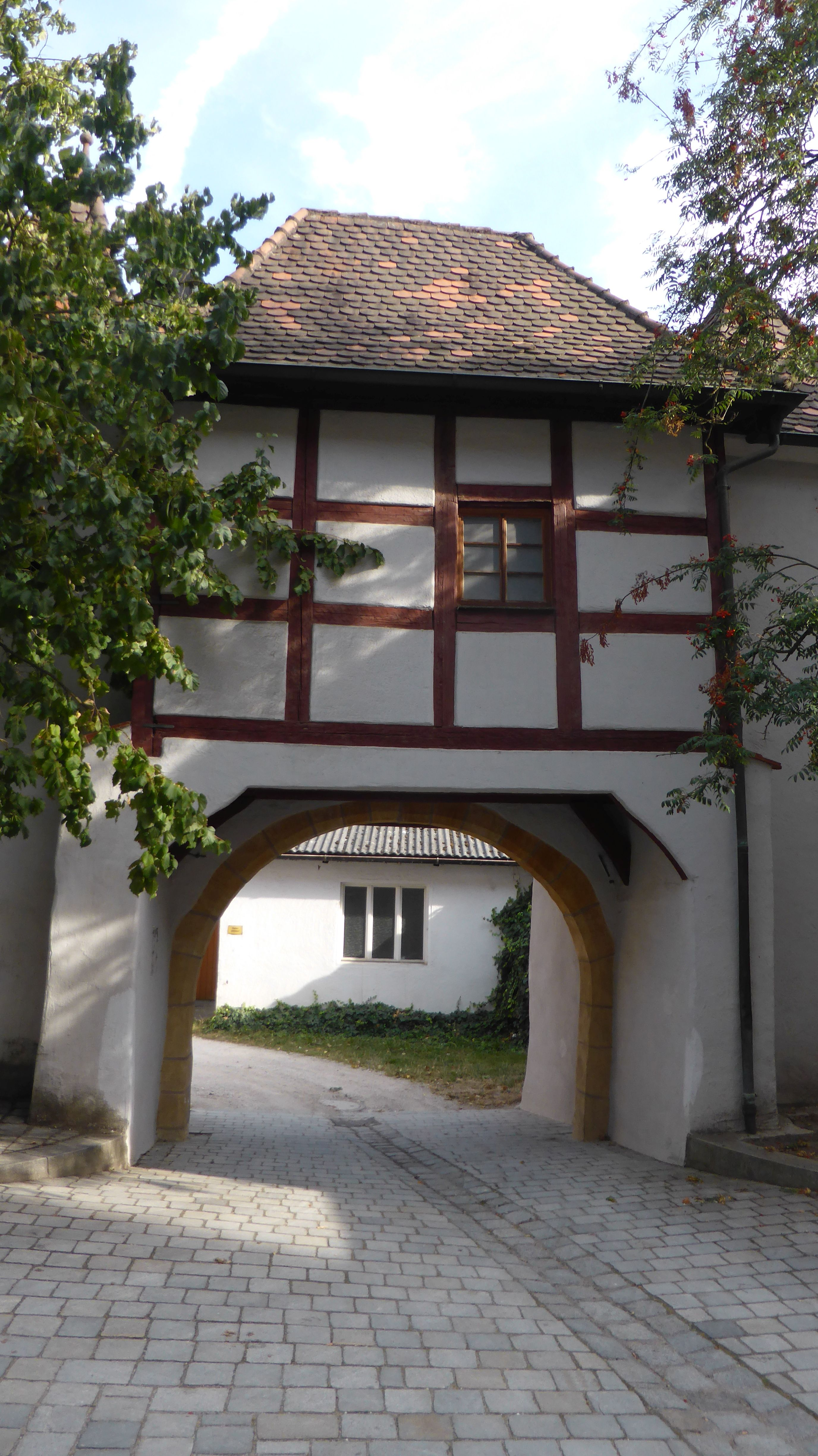
Torhaus zum Almenhof

## Beschreibung
Die ehemals geschlossene Vierseitanlage ist heute auf drei Gebäude aufgeteilt: Der nordöstliche Eckbau ist ein- bzw. zweigeschossiger verputzter Satteldachbau mit einem nach Westen vorgelagerten Eckturm mit einem Zeltdach, der im späten 16. Jahrhundert errichtet wurde. Der südöstliche Flügel ist ein Wohnhaus aus dem 18. Jahrhundert; dieses ist ein zweigeschossiger Halbwalmdachbau mit einfacher Putzgliederung, das Eingangsportal besitzt geohrte Türgewände. Das Torhaus mitsamt Hofmauer ist ein zweigeschossiger Walmdachbau mit einem Fachwerkobergeschoss aus dem späten 16. Jahrhundert; hier findet sich eine rundbogige Durchfahrt und ein Flankentürmchen mit einem Pyramidendach. Nordöstlich schließt noch eine verputzte Mauer mit einer Rundbogentür an. 2022 wurde mit einer umfassen Sanierung der Anlage begonnen, die bis 2024 abgeschlossen sein soll.